# Dario Dukić
Dario Dukić est un ancien joueur de volley-ball naturalisé belge d'origine bosnienne né le 13 mai 1973 à Doboj (Bosnie-Herzégovine). Il mesure 1,96 m et jouait au poste de réceptionneur-attaquant. Il est désormais entraîneur.

## Clubs
| Club                | De           | À         |
| ------------------- | ------------ | --------- |
| VC Lennik           |              | 1994-1995 |
| Everbeur Averbode   | janvier 1999 | 1998-1999 |
| Florie/Vrevok       | 1999-2000    | 2001-2002 |
| FL Saint-Quentin    | 2002-2003    | 2010-2011 |
| AL Canteleu-Maromme | 2011-2012    | …         |

## Palmarès
- Championnat de France Pro B (1)
  - Vainqueur : 2004